# Efrejtor Bakalovo
Efrejtor Bakalovo (Bulgaars: Ефрейтор Бакалово) is een dorp in Bulgarije. Het is gelegen in de gemeente Kroesjari, oblast Dobritsj. Op 31 december 2018 telde het dorp 241 inwoners. De bevolking bestaat hoofdzakelijk uit Bulgaarse Turken (97,4%) en een klein aantal etnische Bulgaren (2,6%).